# Nimlot I
Nimlot I (c. 940 a. C.) fue un príncipe del Antiguo Egipto, hijo del faraón de la dinastía XXII de Egipto Sheshonq I y de la reina Pentreshmes.
Fue designado rey de Heracleópolis por el faraón, para poder controlar el Egipto Medio, siendo precursor de una línea de gobernantes locales, casi independientes.
Nimlot volvió a la costumbre de hacer ofrendas diarias de toros en honor del dios Herishef.
Osorcón III, faraón de la dinastía XXIII de Egipto, impuso como gobernador a su hijo Takelot III, para poner fin a esta línea de los gobernadores independientes y ejercer su control total en la estratégica zona de Heracleópolis.

## Testimonios de su época
El arqueólogo Pierre Montet (1885-1966) encontró algunas joyas notables en los enterramientos de los reyes egipcios de la vigésimo primera a la vigésimo tercera dinastías, en el cementerio real en Tanis, entre ellas unos brazaletes de Nimlot, expuestos en el British Museum.

## Titulatura
| Titulatura | Jeroglífico | Transliteración (transcripción) - traducción - (referencias) |

|          |           |
| \| \| \| |           |
|          |           |
| n · U1   | D21 · V13 |

| n · U1 | D21 · V13 |

|          |           |
| \| \| \| |           |
|          |           |
| n · U1   | D21 · V13 |

| n · U1 | D21 · V13 |

|          |           |
| \| \| \| |           |
|          |           |
| n · U1   | D21 · V13 |

| n · U1 | D21 · V13 |

|          |           |
| \| \| \| |           |
|          |           |
| n · U1   | D21 · V13 |

| n · U1 | D21 · V13 |